# رافاييل كادورنا
الكونت رافاييل كادورنا (9 فبراير/ شباط 1815 - 6 فبراير/شباط 1897) جنرال إيطالي كان أحد قادة بيدمونت الرئيسيين خلال حملة توحيد إيطاليا خلال منتصف القرن التاسع عشر.
ولد كادورنا في ميلانو و دخل الأكاديمية العسكرية في تورينو بيدمونت في عام 1832. انضم إلى سلاح الهندسة في عام 1840. كما قاد كتيبة مهندسين متطوعين في لومبارديا من مارس/ آذار 1848 حتى أغسطس/ آب 1849 خلال حرب الاستقلال الإيطالية.
خدم في قوات بيدمونت في يناير/ كانون الثاني 1855 خلال حرب القرم. اكتسب كادورنا سمعة حسنة خلال الحرب البييدمونتية في معركة سان مارتينو و منح رتبة عقيد في عام 1859.
عين وزيراً للحرب في النظام الجمهوري في توسكانا في العام نفسه، كما خدم كادورنا بمثابة جنرال ملازم و قائد فيلق خلال حرب الأسابيع السبعة الحرب حيث قاد عمليات ناجحة ضد النمساويين في حملة فريولي يونيو/حزيران - يوليو/ تموز عام 1866.
قاد في وقت لاحق غزو الدولة البابوية، و ضم روما في 20 سبتمبر/ أيلول 1870 منهياً بذلك توحيد إيطاليا بالكامل. اعترافاً بخدمته سوف يدعى كادورنا بعضو مجلس الشيوخ في العام التالي. تقاعد من الحياة العامة بعد فترة وجيزة، و عاش في مقاطعة توسكانا حتى وفاته في عام 1897.
برز من أبناء كادورنا المارشال لويجي كادورنا الذي كان مارشالًا لإيطاليا وقاد الجيش الملكي الإيطالي في بدايات الحرب العالمية الأولى.